# 1-ша бронетанкова дивізія (Франція)
1-ша бронета́нкова диві́зія (Франція) (фр. 1re division blindée (France)) — військове з'єднання, танкова дивізія Сухопутних військ Франції, що брала участь у бойових діях Другої світової війни. Заснована в 1943 році, вела активні бойові дії з визволення Франції від нацистської окупації в 1944—1945 роках. 1946 році розформована, але вже в 1948 році відновлена. Після завершення Холодної війни, в 1999 році бронетанкова дивізія розформована вдруге в контексті професіоналізації французької армії та скорочення збройних сил держави. На її основі 1 липня 1999 року створена 1-ша механізована бригада.
1-ша дивізія французької армії відновлена в 2016 році і перебуває у складі Збройних сил Франції за станом на 2021 рік.

## Історія з'єднання
1-ша французька бронетанкова дивізія була організована 1 травня 1943 року на американських фондах та за їхнім зразком у Північній Африці. Основою формування дивізії стала 1-ша легка механізована бригада (фр. Brigade Légère Mécanique, BLM), яка вела бойові дії в Тунісі. 28 січня 1943 року генерал Жан Тузе дю Віг'є прийняв командування цією бригадою і особисто формував нову бронетанкову дивізію.
На момент створення 1-ша бронетанкова дивізія складалася з розвідувального полку (фр. le 3e chasseurs d'Afrique); двох танкових полків, 2-й та 5-й (фр. les 2e et 5e de la même subdivision d'arme, Oran et Maison Carrée); і четвертий 9-й полк (фр. de chasseurs d'Afrique, le 9e), оснащений винищувачами танків. До цих чотирьох формувань додавалися один кавалерійський полк, 68-й артилерійський полк; 88-й інженерний батальйон та 38-ма група зенітної артилерії.
Дивізія стала частиною 1-ї французької армії (потім отримала назву армія «В») і брала участь у висадці морського десанту в Провансі. Операції 1-ї бронетанкової дивізії протягом Другої світової війни складалися з трьох етапів:
- з 15 серпня до 13 листопада 1944 року — з висадки на французькому узбережжі Середземного моря до боїв у Вогезах;
- з 14 листопада 1944 року до 9 лютого 1945 року — бої в Ельзасі;
- з 10 лютого до 7 травня 1945 року — бої в західній Німеччині.

Після завершення Другої світової війни дивізія розміщувалася в польових таборах Пфальцького лісу, що поблизу Ландау. З листопада 1945 року з'єднання виконувало окупаційні функції в Німеччині. Після розформування дієвої армії, що брала участь у війні та початком масової демобілізації, з жовтня 1945 до березня 1946 року її підрозділи повернулися до Франції та перебували у гарнізонах Бурж, Шательро, Нант та Ангулем. 31 березня 1946 року дивізія була розформована.